# Müller & Schade
Müller & Schade ist ein 1850 gegründeter Schweizer Musikverlag mit Sitz in Bern.

## Geschichte
Müller & Schade wurde 1850 in Bern gegründet und ist in der Rechtsform einer Aktiengesellschaft organisiert. Das Musiknotenhaus verlegt Chor- und Jodelmusik sowie zeitgenössische Kompositionen. Es werden mehr als 2000 Werke von 100 Autoren betreut. Ausserdem erscheinen CDs. 
Zu den Tonschöpfern gehören Jan Beran, Dora Cojocaru, Klaus Cornell, Thomas Demenga, Antal Doráti, Thomas Fortmann, Hans Eugen Frischknecht, Arthur Furer, Paul Glass, Daniel Glaus, Jürg Hanselmann, Michael Heisch, Christian Henking,  Niklaus Keller, Albert Moeschinger, Alfred Schweizer, Robert Suter Janos Tamas, Dimitri Terzakis, Stefan Thomas.